# Андре, Карл Теодор
Карл Теодор Андре (нем. Karl Theodor Andree; 20 октября 1808, Брауншвейг — 10 августа 1875, Бад-Вильдунген) — немецкий географ, публицист и редактор.

## Биография

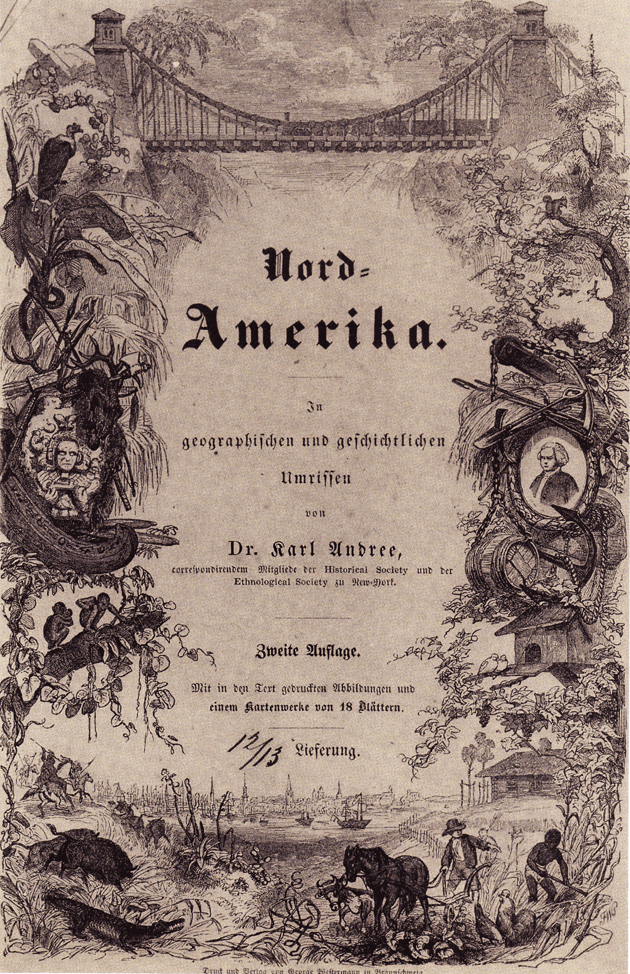
Обложка книги Андре «Северная Америка»

Карл Теодор Андре родился 20 октября 1808 года в Северной Германии на юго-востоке нынешней федеральной земли Нижняя Саксония — в городе Брауншвейге.
В 1826 году Андре поступил в Йенский университет, из которого перешёл потом в университет Берлина, а затем в Гёттингенский университет.
В 1830 году получил в городе Йене ученую степень, вернулся в свой родной город и стал готовиться к званию доцента.
За участие в студенческих беспорядках Андре был привлечен к следствию, и хотя в 1838 суд оправдал его, но намеченная им жизненная карьера была испорчена. Тогда он целиком отдался литературно-публицистической деятельности и с 1838 в качестве редактора «Mainzer Zeitung» боролся против господствовавшего в то время на Рейне сочувствия к французам.
Впоследствии он вместе с Гине редактировал в Карлсруэ «Oberdeutsche Zeitung», в 1843 году занял место главного редактора «Kölnische Zeitung», в 1846 году редактировал «Bremer Zeitung» и в 1848 году возвратился в Брауншвейг редактировать «Deutsche Reichszeitung».
С 1851 по 1853 год руководил основанным им «Bremer Handelsblatt», в котором защищал общее таможенное объединение Германии, а с 1855 поселился в Дрездене.
В 1858 году был назначен консулом Республики Чили в Королевстве Саксонском и в этом звании действовал временно в Лейпциге.
Карл Теодор Андре скончался 10 августа 1875 года в Бад-Вильдунгене.
Его сын Рихард продолжил дело отца и также стал географом.